# Битва при Аскалоне (997)
Би́тва при Аскало́не — внутренний конфликт в Фатимидском халифате, произошедший весной 997 года недалеко от города Аскалон между двумя военно-политическими фракциями — берберской под командованием Сулеймана ибн Джафара и тюркской под командованием Манджутакина — и их союзниками.

## Предыстория
Долгое время берберы племени кутама были элитой и ядром армии Фатимидского халифата. Именно они стали первыми приверженцами Фатимидов и способствовали их приходу к власти в Ифрикии в 900-х годах. Хотя вскоре в армию Фатимидов начали поступать и другие этнические группы, кутамиты всё ещё имели для Фатимидов особое значение и считались их опорой. Однако всё изменилось в середине X века, когда Фатимиды после завоевания Египта и последующего продвижения в Левант столкнулись с более воинственными тюркскими гулямами, которые были популярны в местных исламских странах. Начиная с 978 года фатимидский халиф аль-Азиз Биллах набирал их в свою армию в больших количествах в качестве противовеса кутамитам, которые уже начали проявлять свои недостатки. Тюркским гулямам были предоставлены руководящие посты в правительстве и ряд других привилегий, что привело к тому, что между ними и кутамитами, которые чувствовали себя преданными, началось ожесточённое соперничество.
Возможность вернуть своё утраченное положение кутамиты получили в октябре 996 года, когда в разгаре войны с Византией халиф аль-Азиз неожиданно скончался, и его 11-летний сын Абу Али аль-Мансур стал его преемником под почётным титулом аль-Хаким Биамриллах. Во время всеобщей присяги на верность новому халифу кутамиты потребовали, чтобы их вождь аль-Хасан ибн Аммар был назначен визирем. Поводом для этого послужила непопулярная политика тогдашнего визиря Исы ибн Настуруса, который к тому же был христианином, единоверцем византийцев. Молодой халиф и его наставник и опекун Барджаван пошли на уступки и уволили Ибн Настуруса, но Ибн Аммар в конечном итоге был назначен васита, что на один ранг ниже визиря. Тем не менее это не помешало Ибн Аммару монополизировать власть и постепенно улучшить положение своих соплеменников в ущерб другим этническим группам в стране, особенно тюркам. За относительно короткое время кутамиты разграбили государственную казну, урезав зарплаты не только своим конкурентам, но и гражданской бюрократии.
Всё дошло до того, что в столице Фатимидов Каире появились слухи о намерениях Ибн Аммара свергнуть халифа, чтобы заполучить абсолютную власть и создать чисто берберское государство. Встревоженный этим Барджаван, который к тому же питал собственные амбиции, тайно призвал эмира Дамаска и главнокомандующего армией Фатимидов в Сирии Манджутакина «спасти Египет и халифа от тирании берберов». Будучи сам тюрком, Манджутакин охотно принял его предложение и созвал старейшин Дамаска в Большой мечети для обсуждения происходящих дел в Каире. Хотя Манджутакин уверял, что хочет защитить халифа, согласно свидетельствам, когда он отправил в Каир послание о своём недовольстве новым режимом, со всех кафедр столицы был зачитан указ халифа, в котором последний проклинал Манджутакина и заверял кутамитов в своей особой благосклонности. Израильский историк-востоковед Моше Гиль также считает, что халиф «явно был не в восторге от того, что тюрки прибегают к внутренней войне, когда византийский враг стоит у ворот». Кроме того, известно, что Манджутакин безуспешно пытался искать поддержки у византийского императора Василия II, несмотря на то, что ещё недавно он сам враждовал с ним.

## Марш Манджутакина на Каир и битва при Аскалоне

Карта Билад аш-Шам и её провинций в IX—X вв.

Получив одобрение старейшин, Манджутакин начал подготовку для марша на Каир. Он собрал армию, в которую, помимо тюрков, также входили дейлемиты, разделившие с ними свою судьбу с самого начала, а также чернокожие африканские войска из армии Фатимидов. По словам Ибн аль-Каланиси, всего их было 6000 человек. Когда они достигли Внутренней Палестины, к ним присоединились местные бедуинские племена, такие как кальбиты и тайиты, во главе со своими вождями Синаном ибн Улайяном и Муфарриджом ибн Дагфалем соответственно. С их помощью Манджутакин смог занять Рамлу и укрепить тем самым свои позиции.
В это время в Каире Ибн Аммар публично объявил Манджутакина мятежником, который пошёл путём Альптакина. Чтобы укрепить свою власть, он заставил Барджавана и его приближённых повторно присягнуть ему на верность, а позже он казнил бывшего визиря Исы ибн Настуруса. Остановить марш Манджутакина Ибн Аммар поручил своему генералу Сулейману ибн Джафару, который также был назначен номинальным эмиром Дамаска вместо Манджутакина. Аль-Макризи сообщает, что Сулейман начал собирать армию ещё в ноябре 996 года, но из-за нехватки денег и наводнения лишь в апреле 997 года вышел в путь. По его словам, армия Сулеймана состояла из 3000 или 13 000 берберов и 700 конных гулямов, в то время как Ибн аль-Каланиси утверждает, что их число составляло 16 000 человек. На юге Палестины к ним также присоединились местные бедуины численностью 8000 человек, после чего в Рафахе они столкнулись с авангардными войсками Манджутакина и отбросили их.
Хотя большинство источников сходятся во мнении, что решающая битва между двумя армиями произошла у города Аскалон, египетский историк XIII века Ибн Муйяссар утверждает, что она произошла у Рамлы. Он также датирует битву не ранее апреля 997 года, хотя современник событий Яхья Антиохийский называет дату 15 мая 997 года. Между тем, Ибн аль-Каланиси, хоть и не указывает дату, утверждает, что битва длилась три дня. Как бы то не было, Манджутакин, явно недооценивший своего врага, потерпел сокрушительное поражение. Во время битвы Ибн Улайян и Ибн Дагфаль, следуя типичной бедуинской тактике, покинули его и перешли на сторону Сулеймана вместе со своими людьми. По словам Ибн аль-Каланиси, Манджутакин в общей сложности потерял 2000 человек, включая четыре каидов (командиров) и бо́льшую часть дейлемитов, укрывшихся на деревьях. Сам Манджутакин бежал обратно в Дамаск, куда он добрался через три дня.

## Последующие события
Вслед за Манджутакином Сулейман направился в Дамаск через Рамлу и Тверию. В это время в Дамаске Манджутакин вновь созвал старейшин в Большой мечети и в отчаянии попросил помощи у жителей города. Однако ему отказали, а группа вооружённых людей даже разграбила его дом. После этого Манджутакин был вынужден покинуть город и продолжить своё бегство. За его поимку Сулейман объявил награду в 10 000 дирхамов, после чего многие местные жители бросились за Манджутакином. По словам Ибн Асакира, Манджутакин был схвачен Ибн Дагфалем в районе Деръа, однако Ибн аль-Каланиси утверждает, что его схватил сын Ибн Дагфаля, Али, который затем передал его Сулейману. Сулейман, в свою очередь, отправил Манджутакина в Каир к Ибн Аммару, который, как сообщается, встретил пленного мятежника хорошо, чтобы таким образом завоевать симпатии тюрков. Здесь Манджутакин прожил свои последние годы в тихом уединении.
Тем временем Сулейман, задержанный по пути по неясным причинам, послал в Дамаск передовой отряд из 5000 человек под командованием своего брата Али. Хотя жители Дамаска поначалу отказались впустить его, спустя время Али удалось сломить их сопротивление угрозами, после чего те были вынуждены сдаться. Наконец, 2 августа прибыл сам Сулейман с основной частью армии и установил свой контроль над Дамаском. Хотя Сулейман быстро завоевал лояльность жителей города, вскоре он совершил серьёзную ошибку, уволив Джейша ибн Самсамы с поста эмира Триполи и заменив его своим братом, несмотря на то, что тот тоже был кутамитом. Недовольный Ибн Самсама отправился в Каир и тайно вступил в союз с Барджаваном. Поскольку бо́льшая часть берберской армии в то время находилась в Сирии, Барджаван теперь решил открыто выступить против Ибн Аммара и заключил соглашение с тюрками Каира, которые, несмотря на все попытки Ибн Аммара примирить их со своим режимом, всё ещё завидовали его предвзятому отношению к своим соплеменникам. В течение нескольких дней в Каире между тюрками и берберами происходили уличные бои, и Ибн Аммар, после того, как его план по убийству Барджавана провалился, был вынужден бежать. После этого 4 октября Барджаван был провозглашён новым васита и принял на себя управление Фатимидским халифатом в качестве регента халифа аль-Хакима.
С побеждённым кутамитами Барджаван обходился снисходительно. Он также позволил беглецу Ибн Аммару вернуться в Каир, хоть и на время поместил его под домашний арест. Чтобы оправдать ожидания тюрков, он вернул им многие руководящие должности; Ибн Самсама был назначен эмиром Дамаска вместо его обидчика Сулеймана, который был изгнан жителями Дамаска после известия о свержении Ибн Аммара. Таким образом, Барджаван восстанавливал ту стабильность, существовавшую при халифе аль-Азизе. Однако после того, как в 1000 году Барджаван попал в опалу и был убит по приказу аль-Хакима, который затем взял бразды правления в свои руки, эта стабильность вновь была нарушена. Хотя поначалу тюрки опасались, что кутамиты снова захватят власть, молодой халиф сразу же проявил свою твёрдость и независимость. Более того, воспитанный всё детство Барджаваном, который постоянно внушал ему страх и ненависть к кутамитам, аль-Хаким за 20 лет своего самостоятельного правления казнил многих их видных вождей, включая Ибн Аммара. Положение кутамитов неуклонно ухудшалось и при последующих халифах, в то время как тюрки приобретали всё бо́льшую власть.
В годы бедствий в 1060-х годах, когда центральная власть Фатимидов была ослаблена, тюрки даже установили свой контроль над Каиром, что привело к созданию вакуума власти и возобновлению межэтнических конфликтов, в частности снова с участием кутамитов. Беспорядкам в столице был положен конец с приходом к власти умелого и безжалостного визиря Бадра аль-Джамали в 1073 году, чьё правление стало поворотным моментом в истории Фатимидского халифата и спасло его от полного краха. Бадр провёл ряд реформ, включая чистку элиты, в ходе которой тюрки и кутамиты были навсегда исключены из армии Фатимидов.